# Chiba Lotte Marines
O Chiba Lotte Marines é um clube profissional de beisebol sediado em Chiba, Japão. A equipe disputa a Nippon Professional Baseball.

## História
Foi fundado em 1950.